# Susanna Margarethe van Anhalt-Dessau
Susanna Margarethe van Anhalt-Dessau (Dessau, 23 augustus 1610 - Babenhausen, 13 oktober 1663) was een prinses van Anhalt-Dessau en door haar huwelijk met Johann Philip van Hanau-Lichtenberg gravin van Hanau-Lichtenberg. 

## Leven
Susanna was de achtste dochter van Johan George I van Anhalt-Dessau en Dorothea van Palts-Lautern. In 1641, op 31-jarige leeftijd, werd Susanna uitgehuwelijkt aan graaf Johann Ernst van Hanau-Münzenberg. De graaf overleed echter aan pokken. Hij was de laatste troonopvolger van het graafschap Hanau-Münzenberg. Op 16 februari 1651 trouwde Susanna met graaf Johann Philip van Hanau-Lichtenberg in Buchsweiler. Johann Philip was een jongere broer van Frederik Casimir van Hanau-Lichtenberg, de echtgenoot van haar jongere zus Sibylle Christine van Anhalt-Dessau. Het huwelijk bleef kinderloos, waarschijnlijk vanwege het leeftijdsverschil van zestien jaar.